# Xã Jamaica, Quận Vermilion, Illinois
Xã Jamaica (tiếng Anh: Jamaica Township) là một xã thuộc quận Vermilion, tiểu bang Illinois, Hoa Kỳ. Năm 2010, dân số của xã này là 202 người.